# Crocidura indochinensis
Crocidura indochinensis (лат.) — вид млекопитающих рода Белозубки семейства Землеройковые. Эндемик юго-восточной Азии: Вьетнам, Китай (Юньнань, Сычуань, Фуцзянь), Лаос, Мьянма, Таиланд. В Китае отмечены в горных лесах на высотах от 1200 до 2400 м. Включены в «Международную Красную книгу» (англ. IUCN Red List of Threatened Animals) МСОП. Ранее этот таксон включался в состав вида C. horsfieldii, который встречается только на острове Шри-Ланка и в Индии.